# Guto Barros
Luiz Augusto Nascimento Barros, mais conhecido pelo nome artístico Guto Barros (Rio de Janeiro, 30 de julho de 1957 – Rio de Janeiro, 25 de dezembro de 2018), foi um guitarrista e compositor brasileiro.
Foi um dos fundadores da banda Blitz, sendo um dos autores do clássico Você não soube me amar. 
Guto Barros tocou com Lobão no álbum Ronaldo Foi pra Guerra, da banda Lobão e os Ronaldos. Foi músico de apoio de Marina Lima, além de ter feito parcerias com Leo Jaime e Evandro Mesquita, entre outros.